# Orde de Monfragüe
L'Orde de Monfragüe fou un orde militar de la Corona de Castella, fundat al castell de Monfragüe (avui a la comunitat d'Extremadura) com a escissió i continuació de l'Orde del Sant Redemptor en 1196. De poca importància, desaparegué en 1221, quan es va unir a l'Orde de Calatrava.

## Història
Al segle xii, el castell de Monfragüe, prop de Plasència (província de Càceres, Extremadura) era una comanda de l'Orde de Montjoie, fundada en 1173 com a Orde d'Alfambra. En 1186 l'orde, poc desenvolupada, va estar a punt d'unir-se a l'Orde del Temple, però la fusió no es dugué a terme. L'any següent l'orde es convertí en Orde del Sant Redemptor, però poc després hi hagué un cisma entre partidaris del mestre Fralmo de Lucca i de Rodrigo González. El conflicte portà, en 1196 a la desaparició de l'orde: mentre que els cavallers de la Corona d'Aragó s'uniren als templers, bona part dels de Castella i Lleó, contraris a la fusió, deixaren l'orde i formaren el nou Orde de Monfragüe.
El nou orde estava comandat per Rodrigo González, mestre, que se'n considera el fundador. Rebé el suport del rei Alfons VIII de Castella: un document datat el 13 de gener de 1197 a San Miguel de Sortello, signat pel rei, garanteix a l'orde i al mestre González una renda anual de quinze cahices toledanos de sal de les mines de Talavera de la Reina. En 1210, a Conca, donya Sol, vídua de Pedro Martínez, alcalde de Talavera. venia bona part de les seves possessions a Gébalo a l'orde. En altres moments, el rei va donar a l'orde terres a Magán, Moratalaz, Fontalva, Ayllón, Arfagazo i altres llocs. L'orde, a canvi, donà al rei Alfons el castell i vila de Segura de Toro (Salamanca).

### Unió amb Calatrava

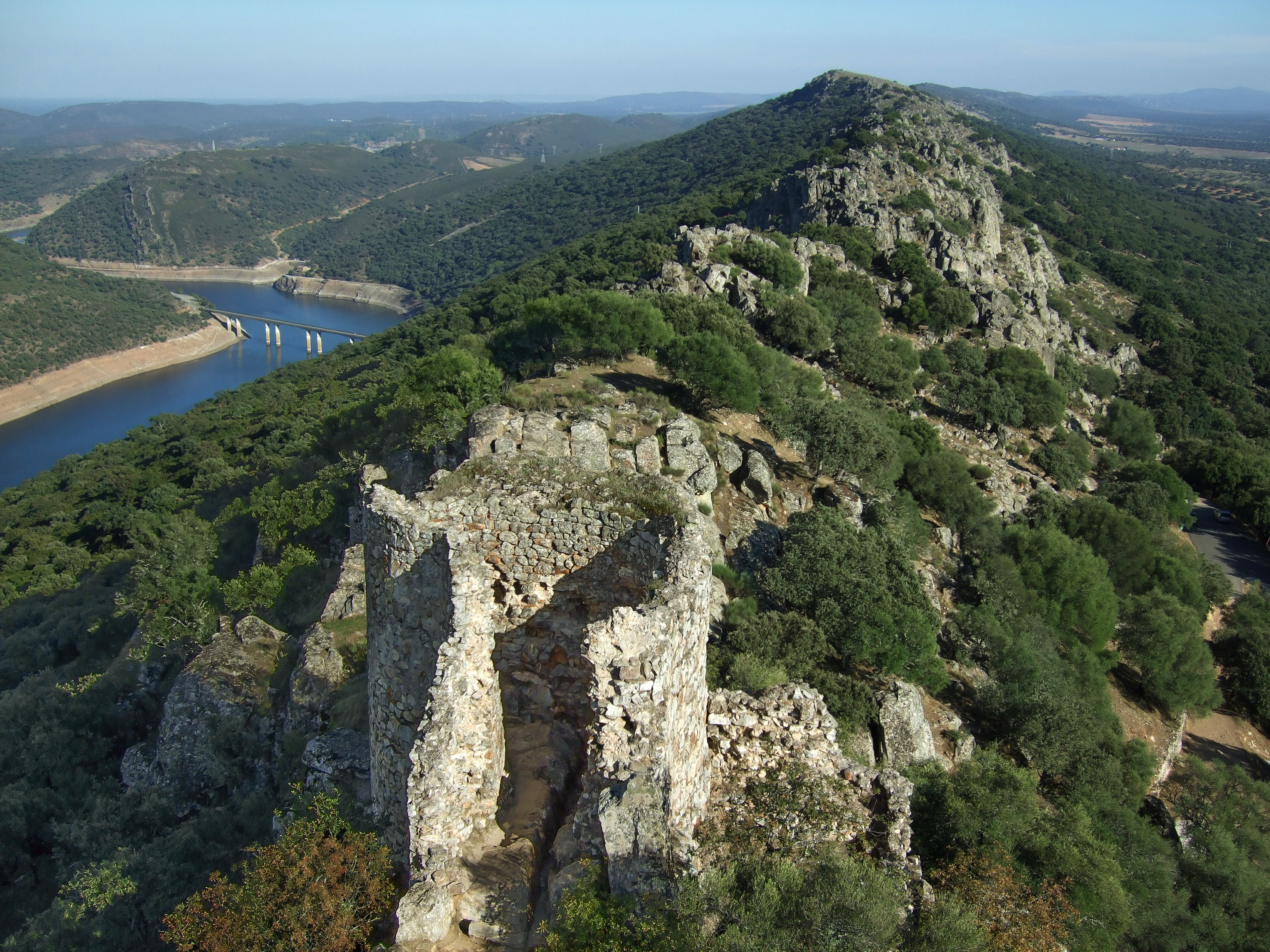
Ruïnes del castell de Monfragüe, seu de l'orde.

Els cavallers de Monfragüe eren posseïdors de l'Hospital del Santo Redentor de Càceres. En 1215, el mestre de l'Orde de Calatrava exposà al IV Concili del Laterà que els membres d'aquest hospital volien unir-se a l'orde de Calatrava. Innocenci III i els cistercencs decidiren en juny de 1216 que els dos ordes s'unissin. Els templers s'hi oposaren, ja que aspiraven a absorbir l'orde de Monfragüe, però la decisió d'unir Monfragüe i Calatrava fou confirmada per Honori III en 1217.
La unió s'endarrerí, ja que, probablement, el rei Ferran III de Castella volia mantenir l'estabilitat a la frontera sud del regne. Finalment, a Segòvia, el 23 de maig de 1221, Ferran III va cedir tots els drets i possessions de Monfragüe a l'Orde de Calatrava, fent desaparèixer la primera.
Per evitar problemes, es designaren els bisbes Maurici de Burgos i Tello Téllez de Meneses de Palència per arbitrar possibles disputes. En 1225 alguns cavallers de l'antiga orde de Monfragüe iniciaren un plet contra Calatrava. L'1 de març, el papa Honori III formà una comissió per resoldre'l i en maig de 1234, Gregori IX nomenà un tribunal. El 5 de juny de 1234, el papa ordenà que les possessions de Monfragüe fossin tornades als membres de l'orde que s'havien oposat a la fusió amb Calatrava. Això, però, no canvià res i la devolució no tingué lloc; al contrari, el procés d'unió es pot considerar complet ja en 1245, quan Ferran III bescanvia Priego de Córdoba per Monfragüe, donat a Calatrava.
Els templers continuaren demanant "les terres i drets que un dia tingué el Sant Redemptor" fins a la seva abolició en 1312.